# هربرت باكستر آدامز
هربرت باكستر آدامز (بالإنجليزية: Herbert Baxter Adams)‏ هو مؤرخ أمريكي، ولد في 16 أبريل 1850 في Shutesbury, Massachusetts ‏ في الولايات المتحدة، وتوفي في 30 يوليو 1901 في أميرست في الولايات المتحدة.

## وصلات خارجية
- هربرت باكستر آدامز على موقع الموسوعة البريطانية (الإنجليزية)
- هربرت باكستر آدامز على موقع إن إن دي بي (الإنجليزية)